# Staubernbahn

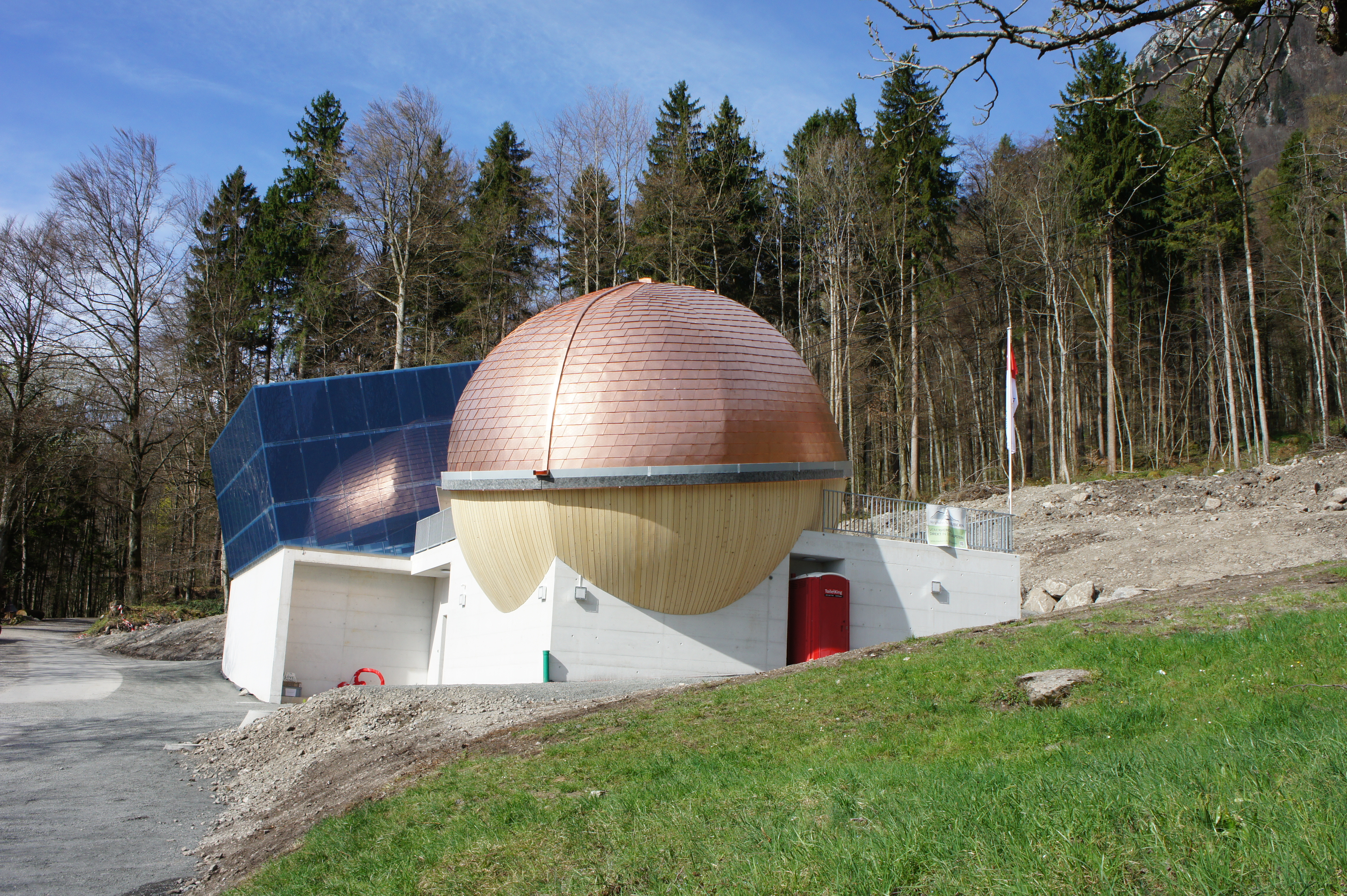
Talstation der Staubernbahn

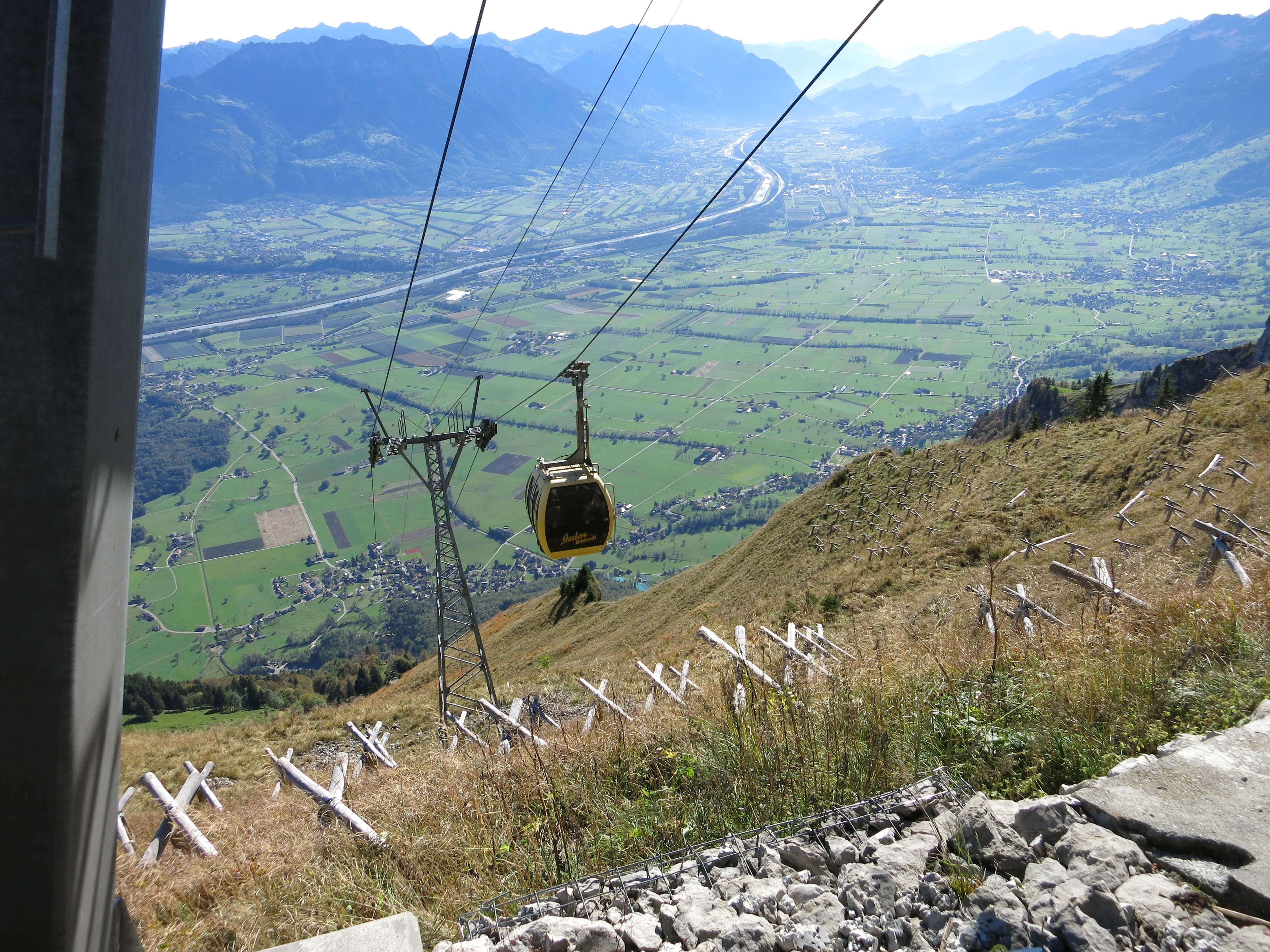
Alte Staubernbahn, Blick von der ehemaligen Bergstation

Die Staubernbahn, auch Staubernbähnli, ist eine Gondelbahn, die das Berggasthaus Staubern (Höhe 1745 m ü. M.) an der Staubernkanzel (1860 m ü. M.) mit dem Dorf Frümsen (490 m) im St. Galler Rheintal verbindet. Die Bahn fährt von 7.00 / 9.00 Uhr (je nach Jahreszeit) bis 22.00 Uhr im Stundentakt, bei Bedarf öfter. Sie verfügt über zwei Gondeln mit einem Fassungsvermögen von je acht Personen. Die erste Bergbahn wurde 1979 errichtet, zuerst als Materialseilbahn. 2001 erfolgte der Umbau der Bergbahn für den öffentlichen Personenverkehr mit zwei Gondeln für je sechs Personen.
Wegen neuer Vorschriften im Luftseilbahnbereich wurde 2016 eine komplett neue Seilbahn geplant, welche wenige Meter südwestlich von der alten Seilbahn gebaut wurde. Im Herbst 2017 war Baubeginn für die neue Seilbahn, die im Gegensatz zur Vorgängerbahn mit drei statt mit vier Masten auskommt. Sie wurde am 6. April 2018 feierlich eingeweiht und kostete fünf Millionen Franken.
Die Anlage stellt eine Weltpremiere dar, da sie allein mit Solarkraft betrieben wird, und gilt als erste batteriebetriebene Seilbahn der Welt. Dafür wurde an der Talstation eine Photovoltaikanlage installiert. Der Strom für die 51-kW-Anlage wird zwischengespeichert. Das Tragseil der Seilbahn dient auch zur Versorgung der Berggaststätte. Vor der Eröffnung der neuen Seilbahn wurde die Gaststätte von zwei Dieselgeneratoren mit Strom versorgt. Das Energiekonzept entstand unter Mitwirkung von Wissenschaftlern vom NTB in Buchs. Die Seilbahnanlage wurde von der Flumser Bartholet Maschinenbau AG entwickelt und gebaut. Im Frühling 2018 wurde die alte Anlage rückgebaut.

## Unfall
Am 30. Oktober 2018, dem letzten Betriebstag der Saison, sprang die talwärtsfahrende Kabine aus dem Tragseil und stürzte 12 Meter zu Boden. Da diese Kabine leer war, kamen keine Personen zu Schaden. Die Personen in der Gegenkabine mussten evakuiert werden.